# Nobleza gaucha (película de 1937)
Nobleza gaucha es una película argentina en blanco y negro dirigida por Sebastián M. Naón sobre un guion de Hugo Mac Dougall y Homero Manzi que se estrenó el 15 de septiembre de 1937 y que tuvo como protagonistas a Olinda Bozán, Agustín Irusta y Marcelo Ruggero. La música pertenece a Homero Manzi y Sebastián Piana y la película es una adaptación del filme mudo del mismo nombre estrenado en 1915.

## Sinopsis
La lucha de un trabajador rural para rescatar a la hija de un chacarero de las garras de un perverso capataz.

## Reparto
Protagonizan el filme:
- Olinda Bozán
- Agustín Irusta
- Marcelo Ruggero
- Venturita López
- Lalo Harbín
- Pedro Laxalt
- Atilio Supparo

## Crítica
La crónica de La Nación expresó: “Cualidades simpáticas y modestas (…) cuenta en su favor con un predominante desarrollo en exteriores”.